# Jacques Dupuis
Jacques Dupuis SJ (ur. 5 grudnia 1923 – zm. 28 grudnia 2004 w Rzymie) – belgijski jezuita i teolog.

## Życiorys
Przez ponad czterdzieści lat pracował jako misjonarz w Indiach, gdzie był uważany za dość konserwatywnego teologa. Od wczesnych lat osiemdziesiątych wykładał na Uniwersytecie Gregoriańskim w Rzymie.
Był autorem wielu książek poświęconych miejscu Jezusa Chrystusa w historii zbawienia. Szczególną inspiracją i fundamentem były dla niego soborowa deklaracja Nostra aetate oraz doświadczenie wyniesione z zetknięcia z kulturą Wschodu.
W 1998 watykańska Kongregacja Nauki Wiary zgłosiła swoje zastrzeżenia do niektórych tez wysuniętych przez o. Dupuis, a dokładniej jego koncepcji chrystologicznych. W odpowiedzi zawiesił swoje wykłady na Uniwersytecie Gregoriańskim i poświęcił się próbom wykazania, że jego poglądy nie kłócą się z katolicką ortodoksją. Owocem tych wysiłków była m.in. książka Chrześcijaństwo i religie. Od konfrontacji do dialogu (2003).